# جی.جی. جانسن
جی. جی. جانسن (انگلیسی: J. J. Johnson; ۲۲ ژانویهٔ ۱۹۲۴ – ۴ فوریهٔ ۲۰۰۱) موسیقی‌دان جاز، تنظیم‌کننده و آهنگساز اهل ایالات متحده آمریکا بود. وی بین سال‌های ۱۹۴۲ تا ۱۹۹۶ میلادی فعالیت می‌کرد. جانسون یکی از نخستین نوازندگان ترومبون بود که سبک بیباپ را پذیرفت.
از فیلم‌ها یا مجموعه‌های تلویزیونی که وی در آن‌ها نقش داشته‌است، می‌توان به مرد شش‌میلیون‌دلاری اشاره نمود.